# Mantronix: The Album
The Album é o álbum de estréia do grupo de hip hop e electro Mantronix.

## Faixas
1. "Bassline" – 5:26
2. "Needle To The Groove" – 3:41
3. "Mega-Mix" – 5:35
4. "Hardcore Hip-Hop" – 6:18
5. "Ladies" – 6:55
6. "Get Stupid "Fresh" – 3:52
7. "Fresh Is the Word" – 5:31

### Faixas bônus
Em 7 de Fevereiro de 2006 as gravadoras Virgin/EMI relançaram o álbum no Reino Unido com faixas bônus e nova capa.
1. "Ladies" (Revived)
2. "Bassline" (Stretched)
3. "Hardcore Hip Hop" (NME Mix)
4. "Ladies" (Dub)
5. "Ladies" (Instrumental)

### CD duplo - deluxe edition com faixas bônus
Em 12 de Fevereiro de 2008, a Traffic Entertainment Group lançou uma edição em duplo CD com o título de Mantronix, com um disco extra que inclui remixes e nova capa.
1. "Needle To The Groove" (12-Inch Version)
2. "Needle To The Groove" (Dub Version)
3. "Fresh Is The Word" (12-Inch Version)
4. "Fresh Is The Word" (Dub Version)
5. "Fresh Is The Word" (’88 Version)
6. "Bassline" (Club Version)
7. "Bassline" (Instrumental)
8. "Ladies" (Instrumental)
9. "Needle To The Groove" (Live Version)
10. "Ladies" (Live Version)
11. "Bassline" (A Capella)
12. "Needle To The Groove" (Alternate A Capella)
13. "Ladies" (A Capella)
14. "Get Stupid "Fresh" Part 1" (A Capella)
15. "Fresh Is The Word" (A Capella)

## Posição nas paradas
Billboard charts (América do Norte) - álbum
| Ano  | Parada                 | Posição |
| 1986 | Top R&B/Hip-Hop Albums | #47     |

Billboard (América do Norte) - singles
| Ano  | Single                 | Parada                             | Posição |
| 1985 | "Fresh Is the Word"    | Hot Dance Music/Maxi-Singles Sales | #16     |
| 1985 | "Needle to the Groove" | Hot Dance Music/Maxi-Singles Sales | #23     |